# Joe Kovacs
Joe Kovacs (Nazareth (Pennsylvania), 23 juni 1989) is een Amerikaanse atleet, die gespecialiseerd is in het kogelstoten. Hij werd meervoudig Amerikaans kampioen en tweemaal wereldkampioen in deze discipline.

## Biografie

### Jeugd
Kovacs is geboren in Nazareth (Pennsylvania) en groeide op in Bethlehem (Pennsylvania). Hij was een kind van Joseph (overleden in 1997) en Joanna Kovacs. Hij ging naar de Bethlehem Catholic High School en won hiervoor zowel het kogelstoten als het discuswerpen bij de statenkampioenschappen. Hij studeerde in 2011 af aan de Pennsylvania State University. Hij heeft een Hongaarse en Siciliaanse achtergrond.

### Senioren
In 2012 werd Kovacs professional en werd hij gesponsord door Nike. Met een vierde plaats bij de US Olympic Trials en een beste poging van 21,08 m miste hij op een haar na het podium. Hij werd ook vierde bij de NCAA-D1 outdoorkampioenschappen (19,58), maar won het Big Ten Conference outdoorkampioenschap (20,85). Hij nam succesvol deel aan verschillende Europese wedstrijden, zoals Parijs (tweede met 20,44), Madrid (tweede met 19,56) en Londen (zesde met 19,61). In zijn tweede jaar als professional stootte hij op 18 mei 2013 20,82 ver en kwam hiermee op deze zesde plaats van de Amerikaanse ranglijst.
In 2014 won hij een bronzen medaille bij de IAAF Continental Cup. Hij won de New Balance Indoor Grand Prix en werd derde bij de Amerikaanse indoorkampioenschappen (21,476). Op 25 juni 2014 won hij het onderdeel kogelstoten bij de Amerikaanse kampioenschappen door een persoonlijk record van 22,03 te stoten. Deze prestatie gold op dat moment als beste wereldprestatie.
Op 11 april 2015 baarde Kovacs opzien door zijn persoonlijk record verder te verbeteren tot 22,35. Hiermee stond hij eerste op de wereldranglijst met ruim een meter voorsprong op de nummer twee. Vlak hierna prolongeerde hij de Amerikaanse titel met 21,70. In het Stade Louis II tijdens de jaarlijkse Herculis meeting in Monaco toonde hij zijn goede vorm door zijn persoonlijk record opnieuw te verbeteren tot 22,56. Bij de wereldkampioenschappen van 2015 in Peking maakte hij zijn favoriete rol waar door de wereldtitel te veroveren. Met een beste poging van 21,93 versloeg hij de Duitser David Storl, die zilver won met 21,74. De Jamaicaan O'Dayne Richards verbeterde het nationale record tot 21,69, maar moest desondanks genoegen nemen met het brons.
Tijdens de WK in 2019 in Doha stootte Kovacs 22,91 en won hiermee de gouden medaille; het verschil met de zilveren en bronzen medailles was slechts één centimeter. De 22,91 was tevens een kampioenschapsrecord en slechts 21 centimeter verwijderd van het wereldrecord.

## Titels
- Amerikaans kampioen kogelstoten - 2014, 2015
- Wereldkampioen kogelstoten - 2015, 2019

## Persoonlijke records
| Onderdeel             | Prestatie | Datum            | Plaats |
| --------------------- | --------- | ---------------- | ------ |
| kogelstoten (outdoor) | 23,23     | 7 september 2022 | Zürich |
| kogelstoten (indoor)  | 22,05     | 13 februari 2021 | Geneva |

## Prestatieontwikkeling
| Jaar | Prestatie      |
| ---- | -------------- |
| 2009 | 18,53 m        |
| 2010 | 19,36 (indoor) |
| 2011 | 19,84 (indoor) |
| 2012 | 21,08          |
| 2013 | 20,82          |
| 2014 | 22,03          |
| 2015 | 22,56          |
| 2019 | 22,91          |
| 2020 | 21,30          |
| 2021 | 22,72          |
| 2022 | 23,23          |

## Palmares

### kogelstoten
Kampioenschappen
- 2010:  Big Ten Indoor - 18,76 m
- 2010:  NCAA-indoorkamp. - 19,18 m
- 2011:  Big Ten Indoor - 19,84 m
- 2011:  Big Ten Outdoor - 18,71 m
- 2012:  Big Ten Outdoor - 20,85 m
- 2012: 4e US Olympic Trials - 21,08 m
- 2013: 6e Amerikaanse kamp. - 19,84 m
- 2014:  Amerikaanse kamp. - 22,03 m
- 2014:  IAAF Continental Cup - 20,87 m
- 2015:  Amerikaanse kamp. - 21,70 m
- 2015:  WK in Peking - 21,93 m
- 2016:  OS in Rio de Janeiro - 21,78 m
- 2017:  Amerikaanse kamp. - 22,35 m
- 2017:  WK in Londen - 21,66 m
- 2019:  WK in Doha - 22,91 m
- 2022:  WK - 22,89 m

Diamond League podiumplekken
- 2014:  Prefontaine Classic - 21,46 m
- 2014:  Bislett Games - 21,14 m
- 2014:   Shanghai Golden Grand Prix - 21,52 m
- 2015:  Prefontaine Classic - 22,12 m
- 2015:  Adidas Grand Prix - 21,67 m
- 2022:  Weltklasse Zürich - 23,23 m
- 2015:  Herculis - 22,56 m
- 2016:  Prefontaine Classic - 22,13 m
- 2016:  Bislett Games - 22,01 m
- 2022:  Weltklasse Zürich - 23,23 m

1983 Edward Sarul ·
1987 Werner Günthör ·
1991 Werner Günthör ·
1993 Werner Günthör ·
1995 John Godina ·
1997 John Godina ·
1999 Cottrell J. Hunter ·
2001 John Godina ·
2003 Andrej Michnevitsj ·
2005 Adam Nelson ·
2007 Reese Hoffa ·
2009 Christian Cantwell ·
2011 David Storl ·
2013 David Storl · 
2015 Joe Kovacs · 
2017 Tomas Walsh · 
2019 Joe Kovacs · 
2022 Ryan Crouser · 
2023 Ryan Crouser